# Грабовец (Ивано-Франковская область)
Гра́бовец (укр. Грабовець) — село в Богородчанской поселковой общине Ивано-Франковского района Ивано-Франковской области Украины.
Население по переписи 2001 года составляло 1215 человек. Занимает площадь 17 км². Почтовый индекс — 77762. Телефонный код — 03471.